# 蒂蒂克特 (麻薩諸塞州)
蒂蒂克特（英語：Teaticket）是位於美國麻薩諸塞州巴恩斯特布爾縣的一個普查規定居民點。

## 人口
根據2020年美國人口普查的數據，蒂蒂克特的面積為3.49平方千米，當中陸地面積為2.73平方千米，而水域面積為0.76平方千米。當地共有人口1663人，而人口密度為每平方千米476.5人。